# NSS Felinto Perry (K-11)
O NSS Felinto Perry foi um navio de socorro submarino da Marinha do Brasil.

## História
Ex-Holger Dane, ex-Wildrake, em 1988, foi adquirido pela Marinha do Brasil à empresa norueguesa A/S Sentinel Offshore para substituir o navio NSS Gastão Moutinho nas tarefas de socorro de pessoal, salvamento de material e de apoio ao mergulho profundo.
O Holger Dane ficou famoso pela caça a tesouros promovida por Henning H. Fadderbøll no Canal da Mancha, onde o casco do navio inglês Medina foi encontrado cheio de obras de arte indianas. Incorporado à Armada Brasileira em 19 de outubro de 1988, foi batizado em homenagem ao Almirante Felinto Perry, oficial de ativa participação na organização da Força de Submarinos, da qual foi o seu primeiro comandante.
No dia 14 de dezembro de 2020, após 32 anos, Felinto Perry deixa o serviço ativo da Marinha do Brasil. 
No total, perfez 1797 dias de mar, navegando 189.483 milhas náuticas. Marcas expressivas, que dimensionam a relevância deste meio para o setor operativo.

## Equipamentos
O navio era equipado com câmaras de descompressão, sino atmosférico (que permitia a realização de resgates a profundidades superiores a 300 metros), baleeira com câmara hiperbárica e um veículo não-tripulado controlado remotamente para operações de até 600 metros ("ROV"). Dispunha de sistema de posicionamento dinâmico ("DPS", que possibilitava que o navio permanecesse parado em relação a um determinado ponto), plataforma para helicópteros e guindastes.

## Homenageado
O Felinto Perry tem esse nome em homenagem ao almirante Felinto Perry (Rio de Janeiro, 12 de fevereiro de 1871 - 2 de dezembro de 1929), filho do comandante Felinto Perry (Rio Grande, 16 de janeiro de 1844 - 2 abril de 1892) que participou de batalhas na Guerra do Paraguai, tendo recebido por isso o título de Cavaleiro da Ordem de Cristo, além de medalhas e condecorações. Ao morrer, era Capitão dos Portos do estado e Administrador da Barra do Rio Grande. A fototeca da Biblioteca Rio-Grandense possui uma fotografia desse militar

## Galeria de imagens

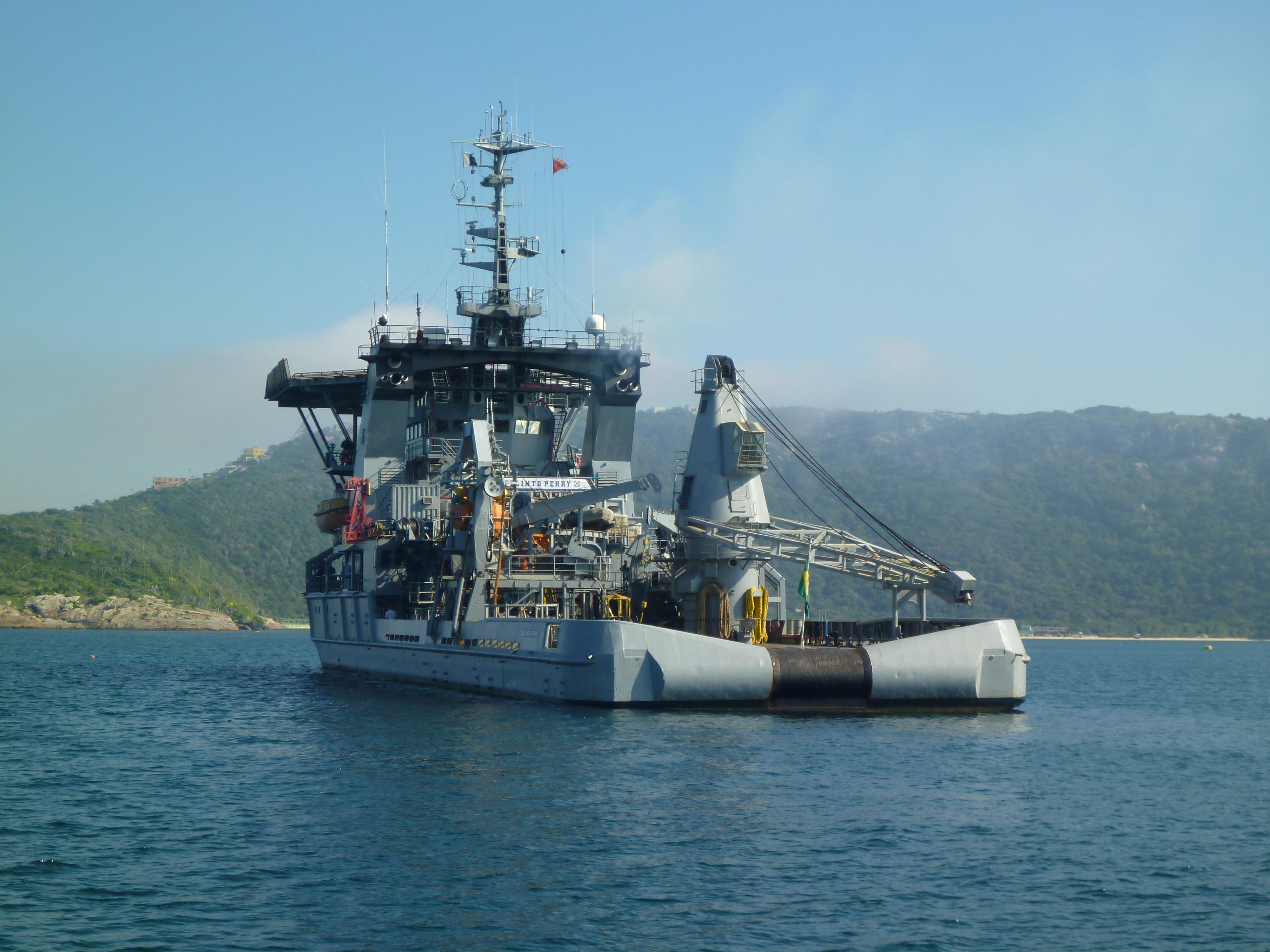
NSS Felinto Perry (K -11) ao largo da costa de Arraial do Cabo de trás
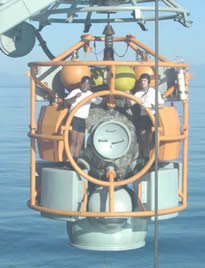
Sino de resgate sendo utilizado na Operação SARSUB-II/2009
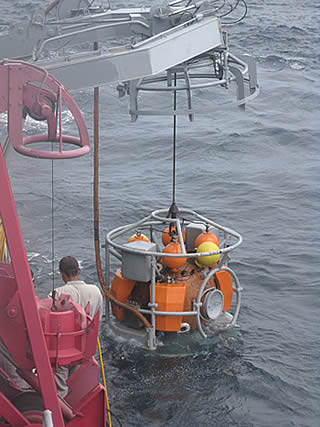
Exercício de Salvamento de Submarino
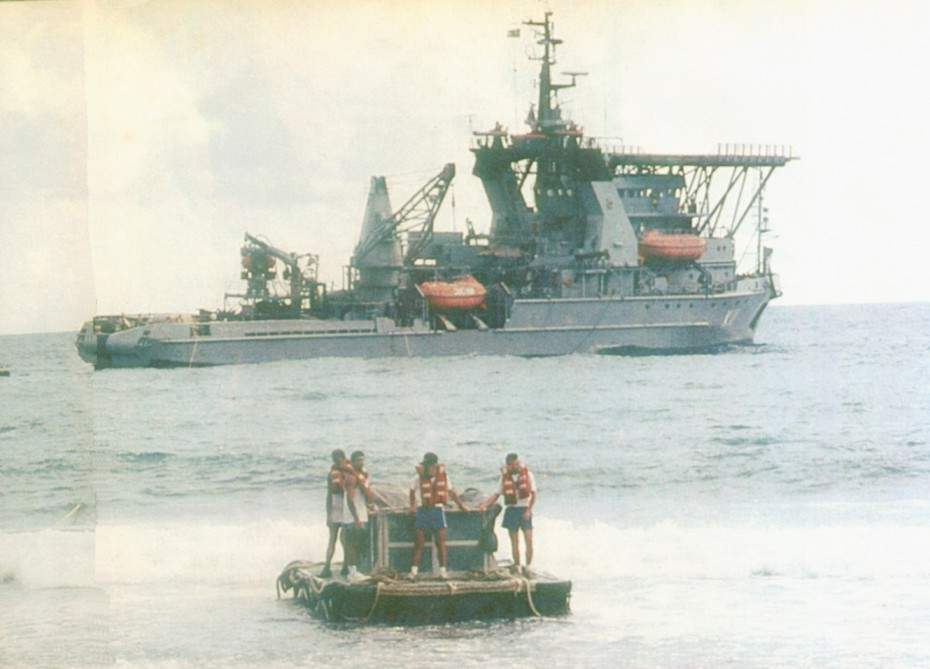
NSS Felinto Perry (K-11) sendo abastecido na Ilha de Trindade - 1996